# Uvarus taitii
Uvarus taitii là một loài bọ cánh cứng trong họ Bọ nước. Loài này được Rocchi miêu tả khoa học năm 1991.